# John Boutté
John Boutté (New Orleans, 3 november 1958) is een Amerikaanse jazzzanger, die actief is sinds het midden van de jaren negentig. Hij staat bekend om zijn gevarieerde muziekstijl die naast jazz, ook R&B, gospel, Latin en blues omvat. Hij is de jongere broer van de jazz- en gospelzangeres Lillian Boutté, en een familielid van de legendarische cartoonist George Herriman.

## Jeugd
Boutté werd geboren in een Creools-katholiek gezin in de 7e wijk van New Orleans, waar  hij werd beïnvloed door de lokale cultuur met Mardi Grasparades en jazzbegrafenissen. Hij groeide op met de muziek van Stevie Wonder en Marvin Gaye. Hij speelde trompet en cornet in fanfares in zijn middelbareschooltijd. Gedurende deze tijd vormde hij ook een a-capellagroep en zong hij op straat.

## Carrière
Boutté studeerde bedrijfskunde aan de Xavier Universiteit van Louisiana. Nadat hij was afgestudeerd, kreeg hij een aanstelling in het Amerikaanse leger, waar hij vier jaar diende. Toen hij terugkeerde, begon hij te werken voor een kredietvereniging in plaats van te kiezen voor een muzikale loopbaan. Toen hij Stevie Wonder ontmoette, begon hij serieus te overwegen om professioneel zanger te worden. Wonder erkende zijn talent en raadde hem aan een carrière in de muziek na te streven. Al snel ging hij met zijn zus Lillian mee op haar tournee naar Europa, en zijn professionele carrière begon.
Hij speelde mee op Lillians livealbum, Gospel United, uitgebracht in 1994. In 1993 bracht hij een album uit onder zijn eigen naam, getiteld Through the Eyes of a Child.
Hij was gastzanger bij de Cubaanse groep Cubanismo! op Mardi Gras Mambo, opgenomen in New Orleans.
In de afgelopen jaren heeft Boutté samengewerkt met ex-Cowboy Mouth-gitarist en -zanger Paul Sanchez, wat leidde tot hun gezamenlijke album Stew Called New Orleans, uitgebracht in 2009. Boutté droeg ook bij op het album van John Scofield uit 2009, Piety Street, waar hij de leadzang op drie nummers verzorgde.
In 2003 bracht Bouttė het compilatiealbum Jambalaya uit, waarop de titelsong staat van Treme, een HBO-televisieserie over het muziekleven in New Orleans en de nasleep van de orkaan Katrina.